# 뚜레쥬르
뚜레쥬르(Tous Les Jours)는 대한민국 CJ푸드빌에서 운영하고 있는 베이커리 프랜차이즈 브랜드이고, 매장에서 빵, 케이크, 음료, 잼 등을 판매한다. 1997년 1호점을 오픈한 이후, 2008년 1000호점을 돌파하였다. 2004년 미국 진출을 시작으로 중국, 베트남, 인도네시아 등 글로벌 시장 진출에 가속도를 더하고 있다. 뚜레쥬르란 프랑스어로 매일매일이라는 뜻이다.

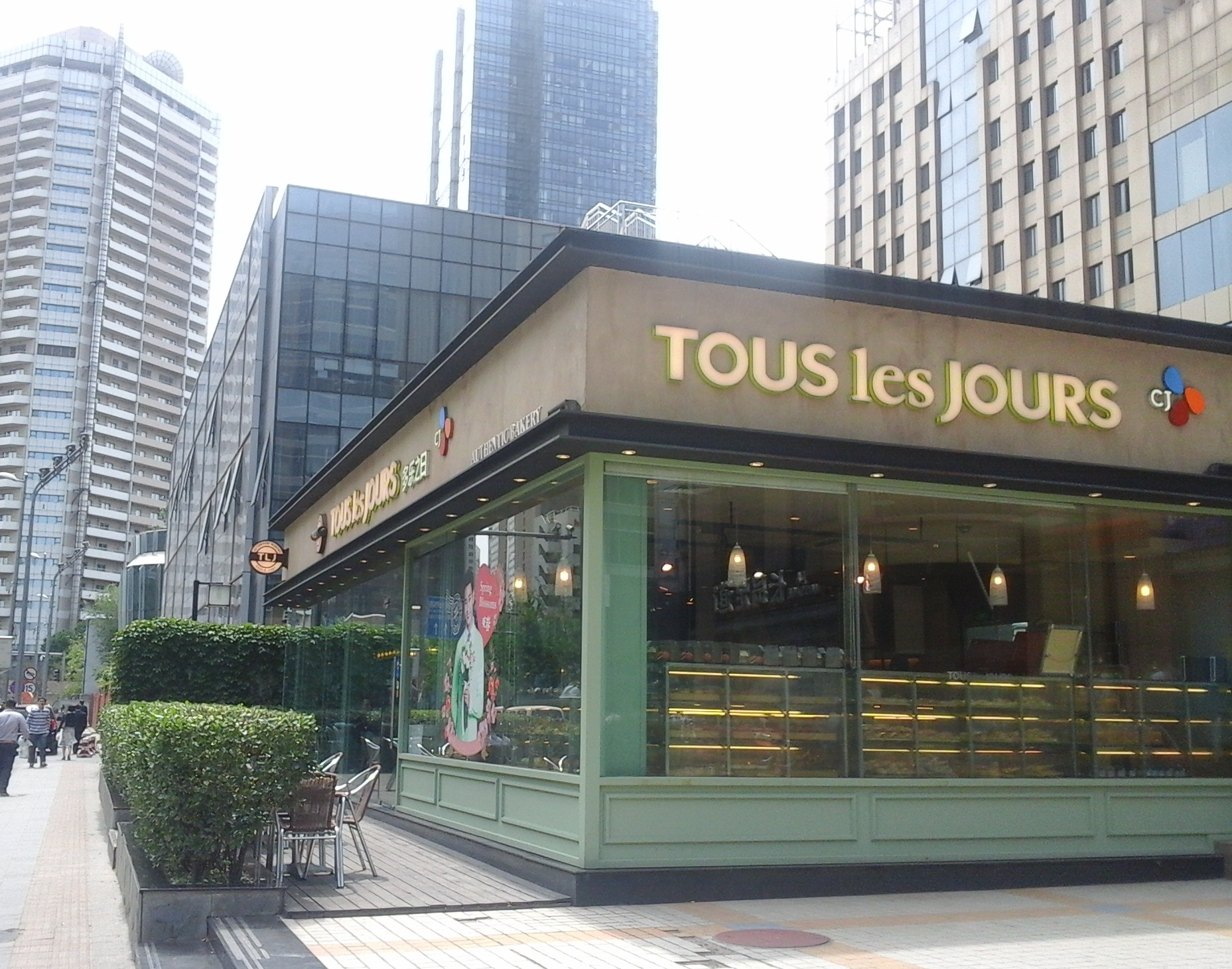

## 같이 보기
- CJ푸드빌
- 투썸플레이스